# Данти, Винченцо
Винченцо Данти (итал. Vincenzo Danti; апрель 1530, Перуджа (Умбрия) — 26 мая 1576, Перуджа) — итальянский скульптор, архитектор, художник-ювелир и теоретик искусства. маньерист. Работал главным образом во Флоренции.

## Биография и творчество
В Перудже, столице Умбрии, семья Данти известна многими художниками и ремесленниками. Один из её старших представителей, Пьервинченцо Ранальди (дед Винченцо), был большим поклонником Данте Алигьери и изменил свою фамилию в честь великого поэта на «Данти». Отец Винченцо Данти был архитектором и ювелиром, и Винченцо, старший из трёх братьев, проявив интерес к рисованию и ювелирному делу, получил от отца начальное образование ювелира, а также литературное и математическое образование, которому способствовала сестра его отца Теодора Пасколи: художник, знаток астрономии, математики и геометрии, а также автор нескольких литературных сочинений.
Один из братьев Винченцо, Джироламо Данти, стал живописцем, работал в Перудже и Губбио. Другой брат, Иньяцио Данти, — картограф и математик, один из создателей «Галереи географических карт» Апостольского дворца в Ватикане (1578—1580). В росписях галереи Иньяцио помогал Джироламо Данти.
Кратковременное пребывание в Риме в 1545 году позволило Винченцо углубить навыки ювелирного искусства и внимательно изучить работы великого Микеланджело Буонарроти (предположение об обучении у Микеланджело и Даниэле да Вольтерры не подтверждается документально). Затем он снова отправился в Рим, чтобы изучать скульптуру, а в 1553 году ему и его отцу Джулио было доверено изготовление бронзовой статуи папы Юлия III для площади у собора Перуджи (в этом городе будущий папа получил образование).
Два года спустя он был вызван во Флоренцию ко двору великого герцога Козимо I Медичи, от которого получил в 1558 году важный заказ на изготовление скульптурной группы «Геркулес и Антей» из бронзы для виллы Кастелло, но работа не удалась (скульптуру выполнили Амманати, Никколо Триболо и Пьерино да Винчи). В 1559 году Винченцо Данти сделал бронзовый рельеф с изображением Моисея и Медного Змея, в котором заметны влияния рельефов Донателло (вероятно, в качестве антепендиума алтаря капеллы Льва X в Палаццо Веккьо; ныне в музее Барджелло).
В 1560 году Данти участвовал в соревновании за право создания «Фонтана Нептуна» (итал. La Fontana del Nettuno) на Площади Синьории во Флоренции. В конкурсе также приняли участие Бенвенуто Челлини, Баччо Бандинелли, Бартоломео Амманати, Джамболонья, Франческо Москино и Винченцо де Росси. Заказ на строительство фонтана получил Амманати.
9 мая 1564 года Данти был назначен «посланником» (console) Флорентийской академии рисунка, членом которой он был с момента её основания в 1561 году, а 18 октября стал её казначеем (camerlengo).
В 1561 году Винченцо Данти создал из мрамора скульптурную группу «Триумф чести над ложью». Её успех, вероятно, принёс ему новый герцогский заказ: надгробный памятник Карло Медичи, завершённый в 1564 году и помещённый в 1566 году на входном портале сакристии в соборе Прато, ректором которого был Карло Медичи.
В 1569—1571 годах Данти создал своё самое известное скульптурное произведение: «Усекновение главы Иоанна Крестителя» (Decollazione del Battista). Скульптурная группа расположена над бронзовыми дверями южного входа в Баптистерий Сан-Джованни во Флоренции. Она изображает Иоанна Крестителя, стоящего на коленях в ожидании палача справа и Саломеи слева. Трактовка фигур и складок одежд характерны для флорентийского маньеризма.
В 1573 году он вернулся в Перуджу. 20 июля 1573 года Винченцо Данти был назначен муниципальным архитектором Перуджи сроком на пять лет. Охваченный внезапной лихорадкой, Данти составил завещание 21 мая 1576 года и скончался 26 мая того же года. Похоронен в семейной гробнице в базилике Сан-Доменико. Надгробие украшает бюст художника работы Валерио Чоли.

## Винченцо Данти — теоретик искусства
В 1567 году Данти приступил к работе над «Книгами о пропорциях» (Libri sulle proporzioni). Он намеревался написать пятнадцать книг, из них известна только первая под названием «Первая книга трактата о совершенных пропорциях» (Primo libro del trattato delle perfette proporzioni). Согласно Данти, красота произведения искусства достигается за счёт гармонии частей, основанной на изучении «порядка Вселенной». Соединяя аристотелевские и платоновские концепции, отмечая несовершенство видимой материальной действительности, Данти пытался найти совершенные формы природы и сформулировал две основные художественные задачи: «изображать и подражать». Первенство среди разных видов искусства он отдал скульптуре, поскольку именно скульптура «способна выражать движение». Эти основные и другие положения своего трактата Данти проиллюстрировал произведениями своего любимого художника — Микеланджело.

## Галерея

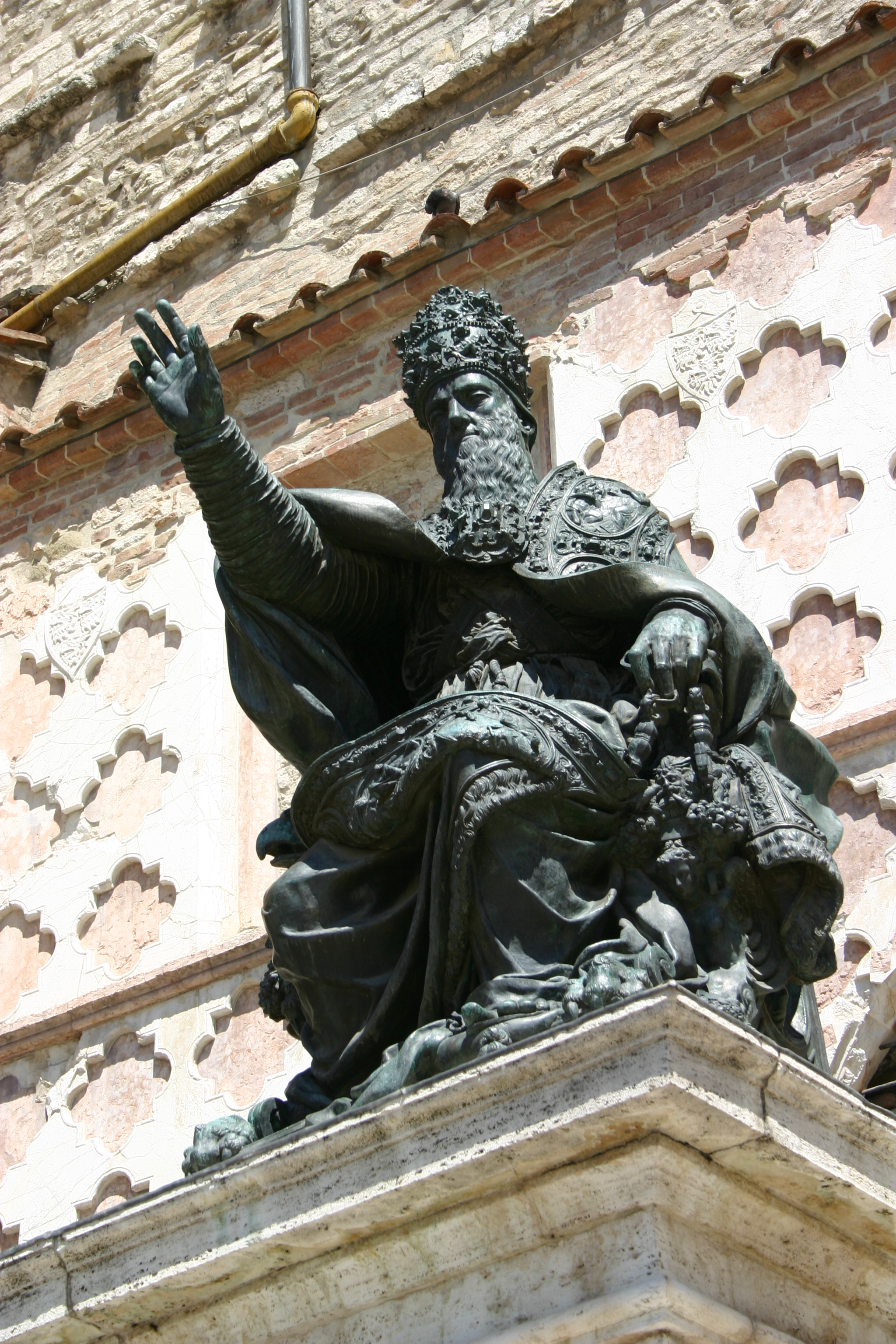
Папа Юлий III. 1553—1555. Бронза. Скульптура у городского собора Перуджи
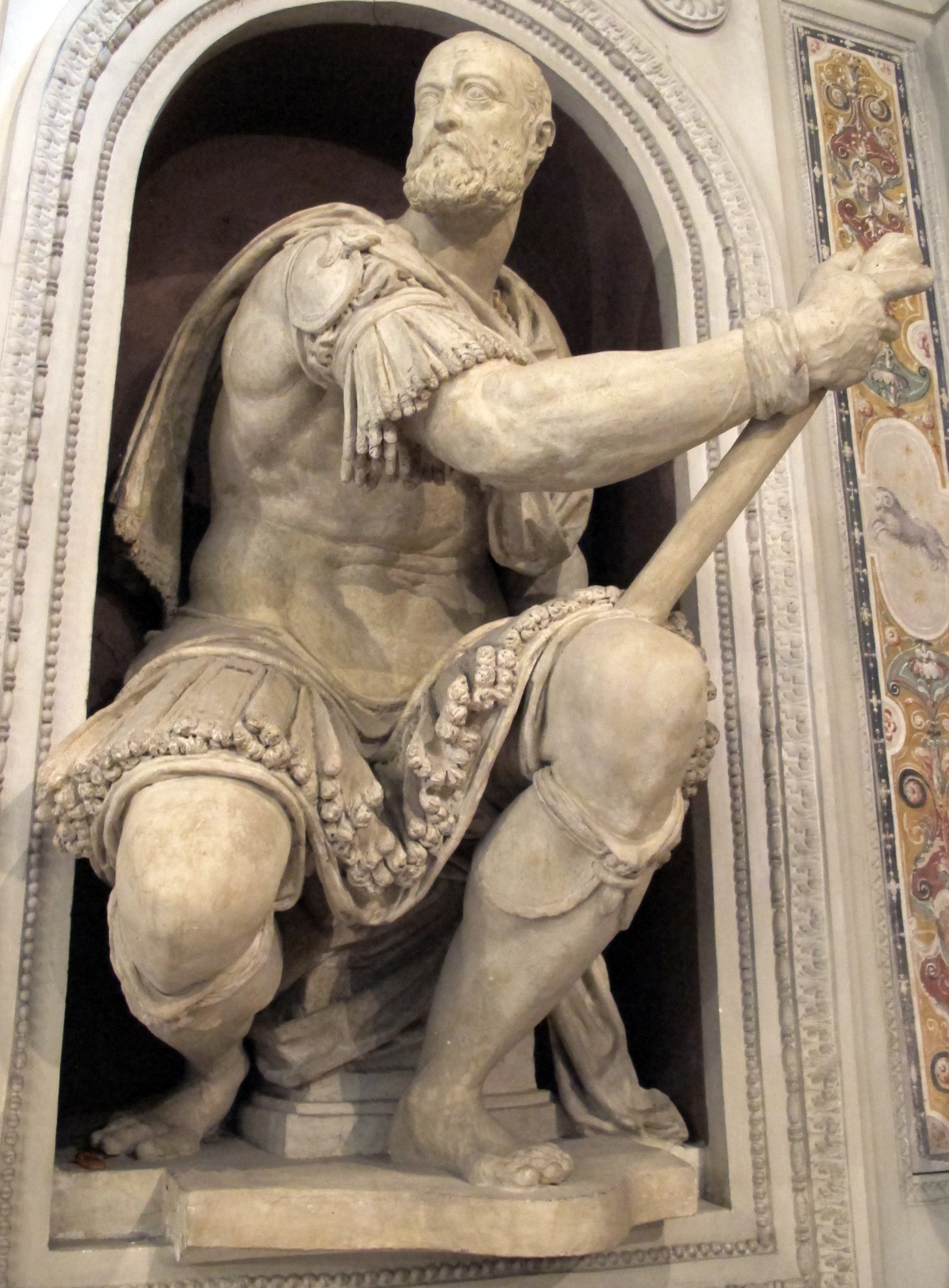
Статуя Козимо I Медичи в Капелле Гильдии Св. Луки. Церковь Сантиссима-Аннунциата, Флоренция
А. Сансовино (эскиз 1502 г.), В. Данти. Крещение Христа (фигура ангела добавлена И. Спинацци в 1792 г.). Скульптурная группа восточных дверей Баптистерия Сан-Джованни во Флоренции. 1575—1576. Мрамор. Копия (оригинал в Музее произведений искусства Собора)
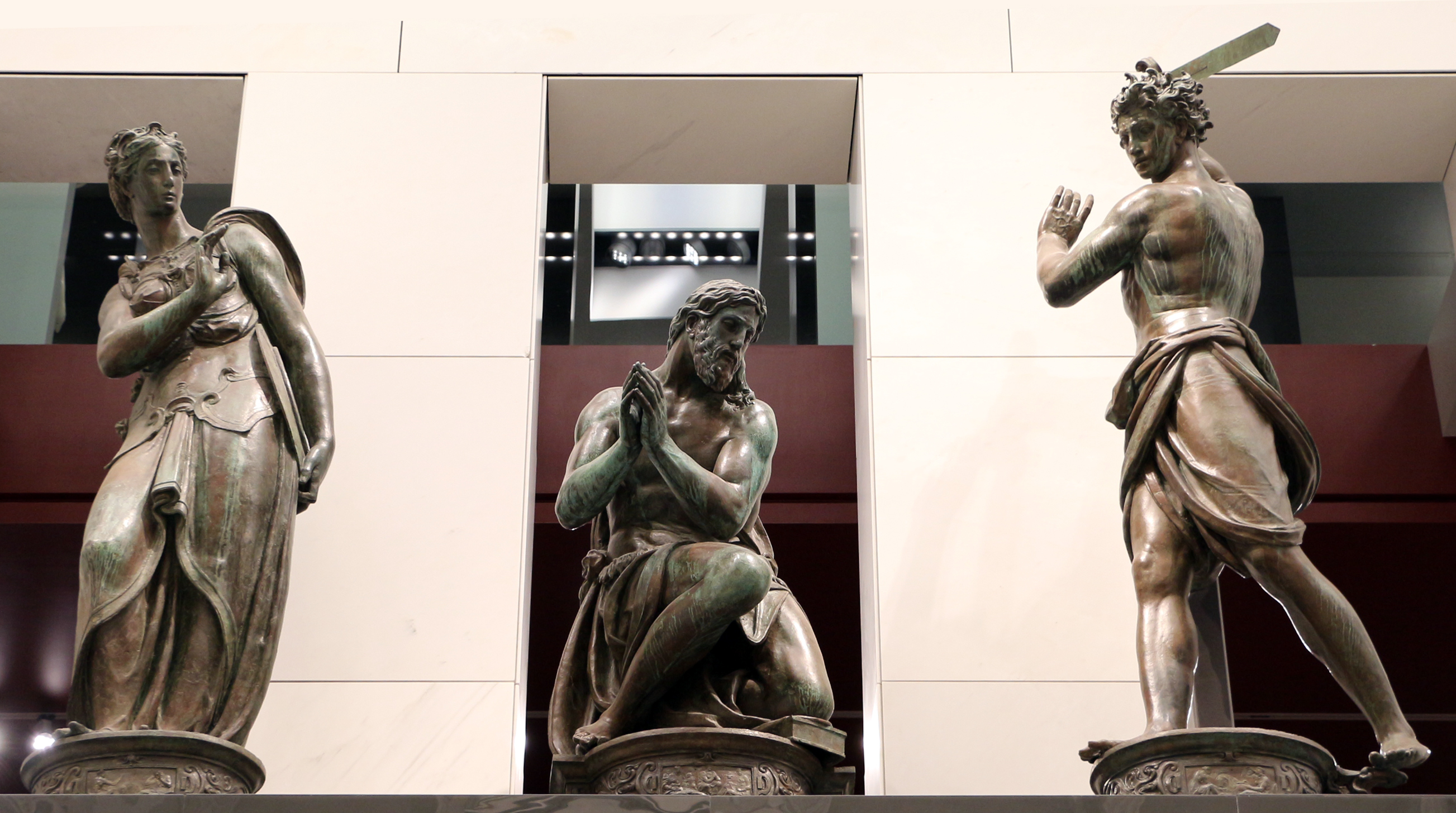
Усекновение главы Иоанна Крестителя и Саломея. Скульптурная группа над южными дверями Флорентийского баптистерия. 1569—1571. Бронза. Музей произведений искусства Собора
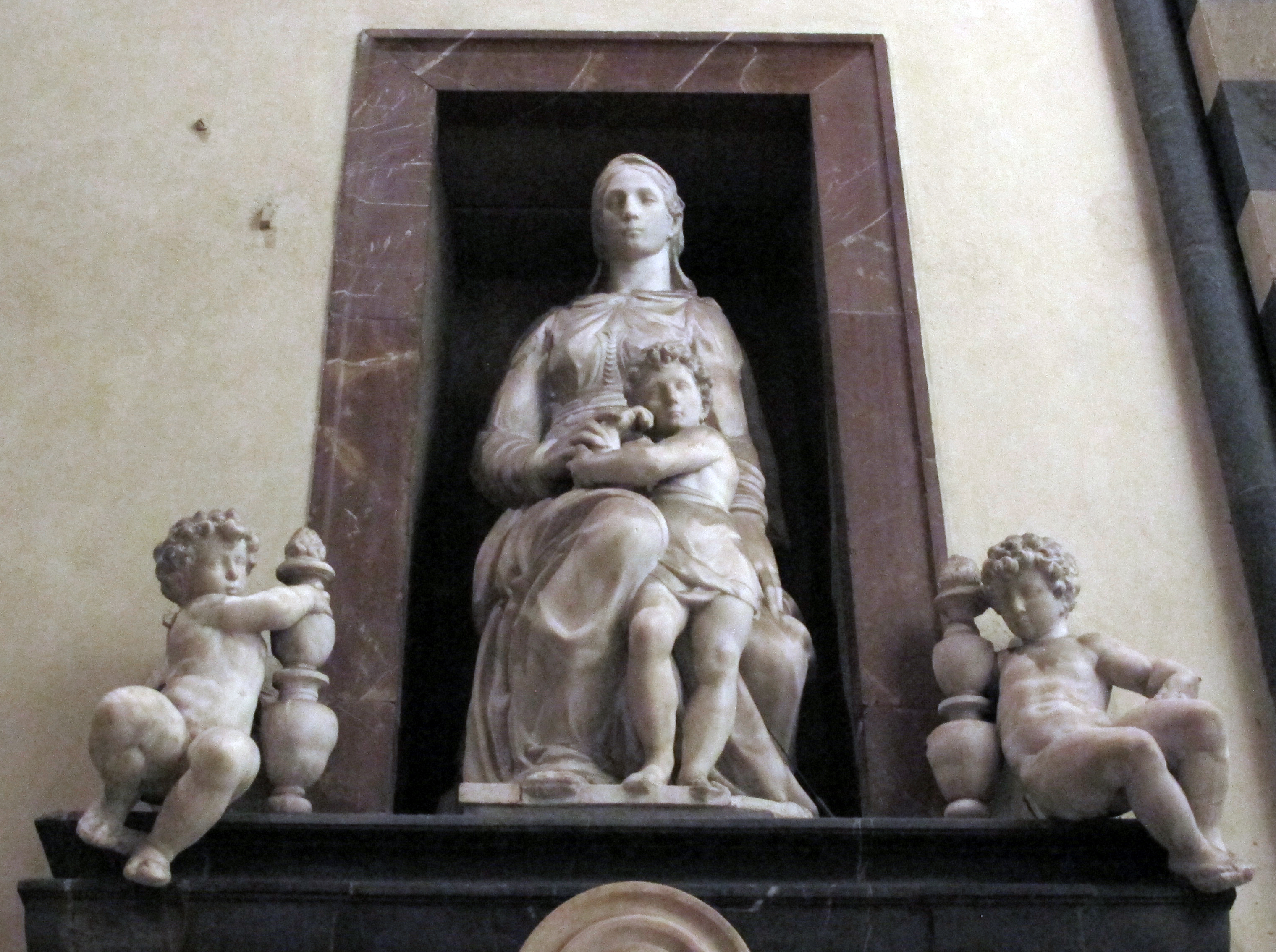
Скульптуры надгробия Карло де Медичи. 1564. Мрамор. Сакристия собора в Прато